# Alsdorfer Ölmühle
Die Alsdorfer Ölmühle, auch bekannt als Weiße Mühle oder  Zopper Mühle war eine Wassermühle am Broicher Bach in der Stadt Alsdorf in der nordrhein-westfälischen Städteregion Aachen im Regierungsbezirk Köln.

## Geographie
Die Alsdorfer Ölmühle hatte ihren Standort an der Würselener Straße 43 in der Stadt Alsdorf in der Städteregion Aachen. Sie lag auf einer Höhe von ca. 132 m über NN. Der Mühle vorgelagert war ein Weiher, der heute als Angelteich genutzt wird. Oberhalb stand in unmittelbarer Nähe die Linkens Mühle, unterhalb hatte die Römermühle ihren Standort.

## Gewässer
Die Quellen vom Broicher Bach mit einer Höhe von 174 m über NN liegen heute in einem Regenrückhaltebecken zwischen den Straßen In der Dell und Holzweg im Stadtteil Linden-Neusen der Stadt Würselen. Der Bach mit einer Länge von 8,2 km fließt nach nördlichem Beginn in westlicher Richtung durch das Gebiet der Stadt Alsdorf und dann zur Stadt Herzogenrath. Im Straßenbereich An der Wurm/Apolloniastraße mündet der er in einer Höhe von 106 m über NN in die Wurm.

## Geschichte
Die Alsdorfer Ölmühle mit ihrem unterschlächtigen Wasserrad hatte ihren Standort in unmittelbarer Nähe der Linkens Mühle, die oberschlächtig betrieben wurde. Ursprünglich gehörten beide Mühlen zusammen, waren aber durch Straßenverlauf und Höhenunterschied und aus Feuersicherheitsgründen mit ihren Gebäuden getrennt. Die Ölmühle war bis 1870 in Betrieb. Der unter Denkmalschutz gestellte Mühlenhof ist weitgehend in seiner alten Struktur erhalten. Die Mühleneinrichtung ist nicht mehr vorhanden.

## Galerie

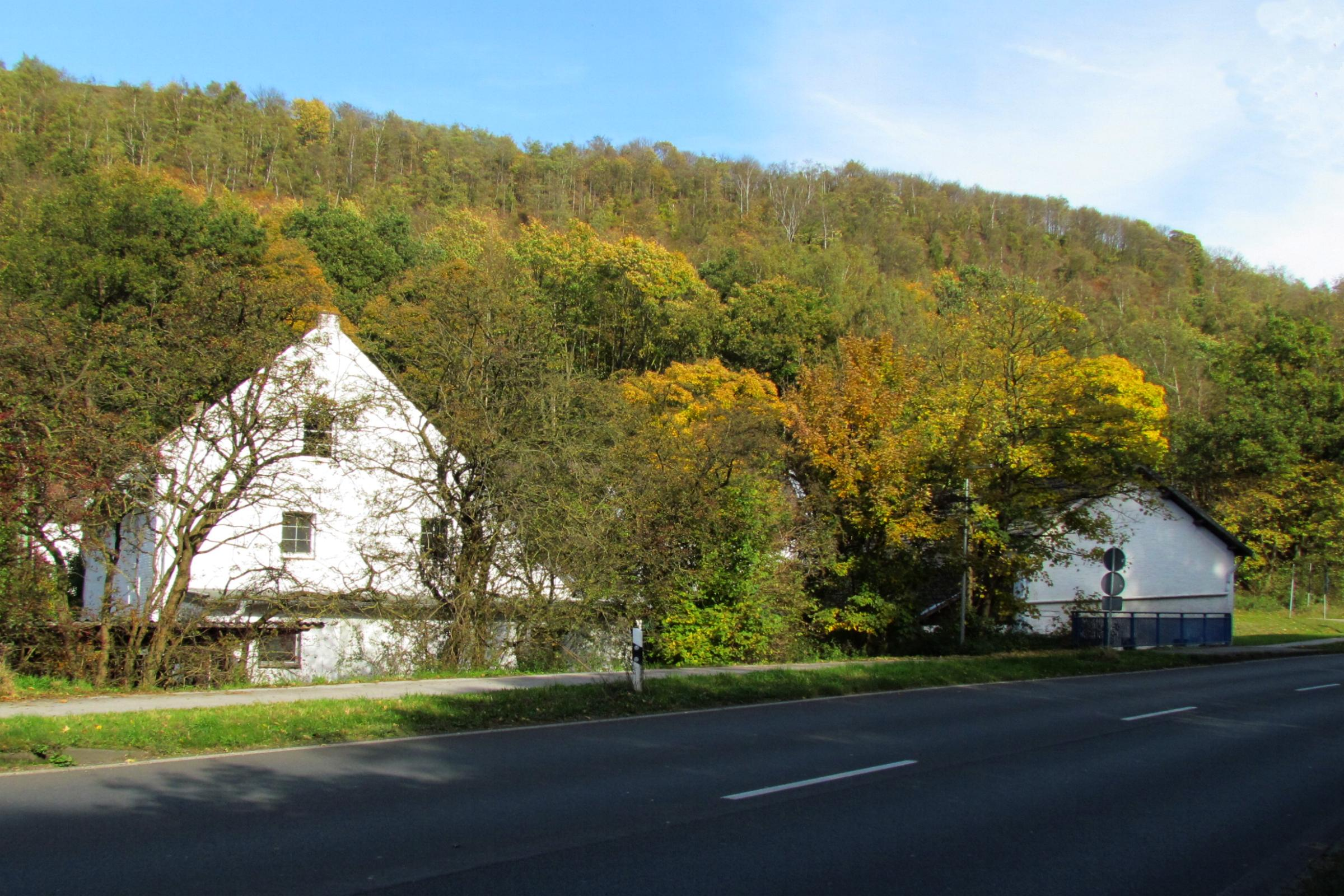
Gebäudeansicht an der Würselener Straße
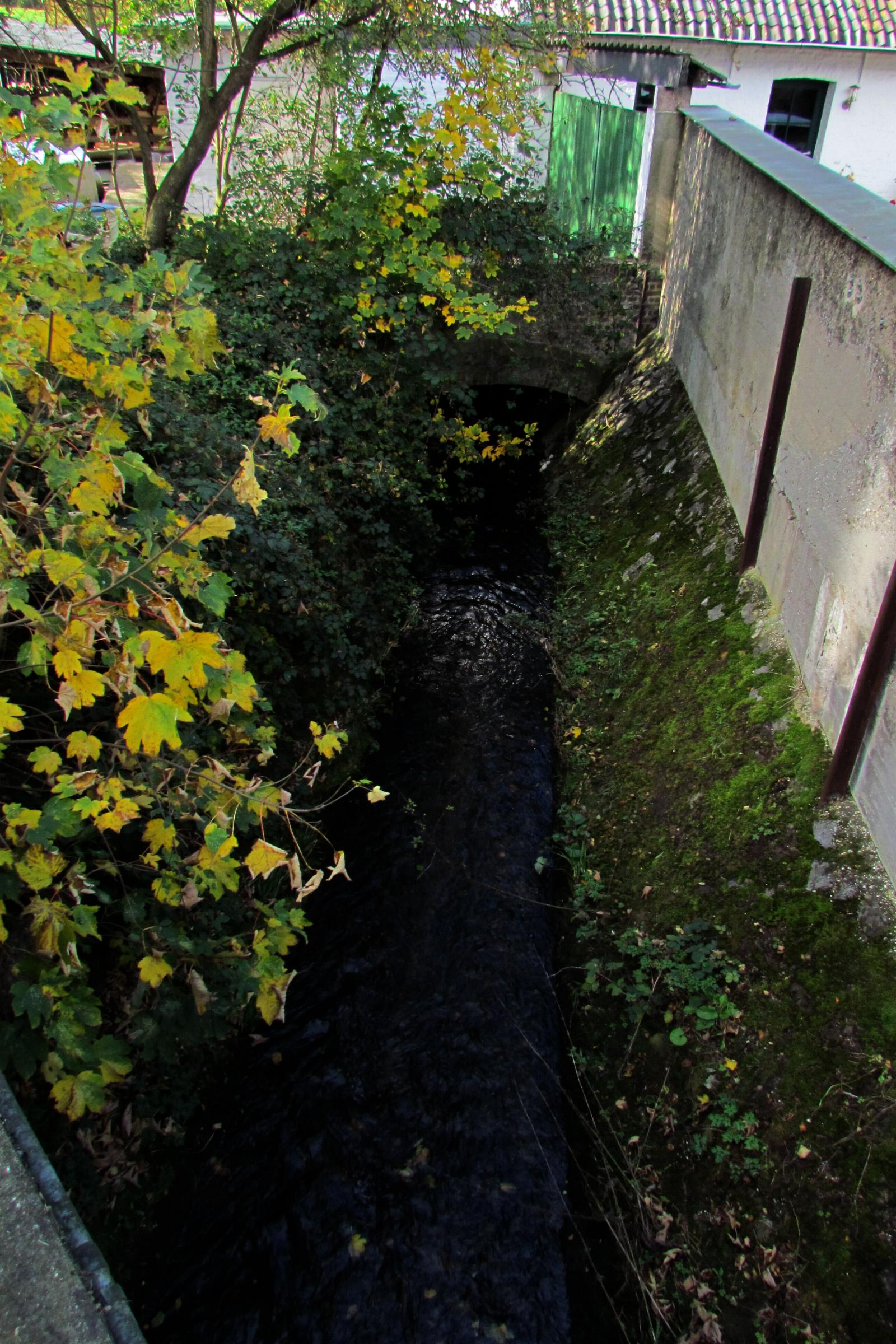
Wasserzulauf zur Alsdorfer Mühle
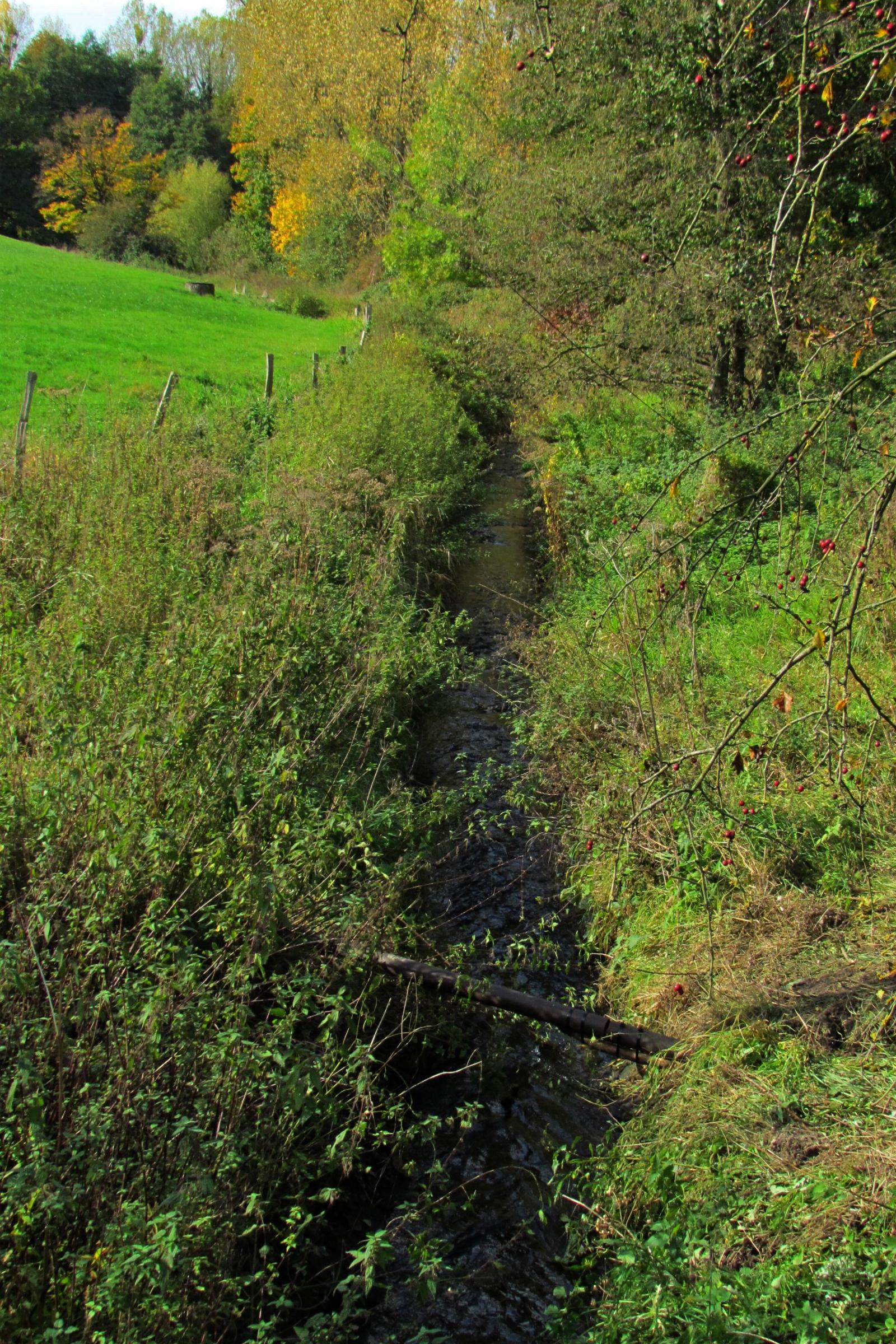
Der Broicher Bach unterhalb der Alsdorfer Ölmühle
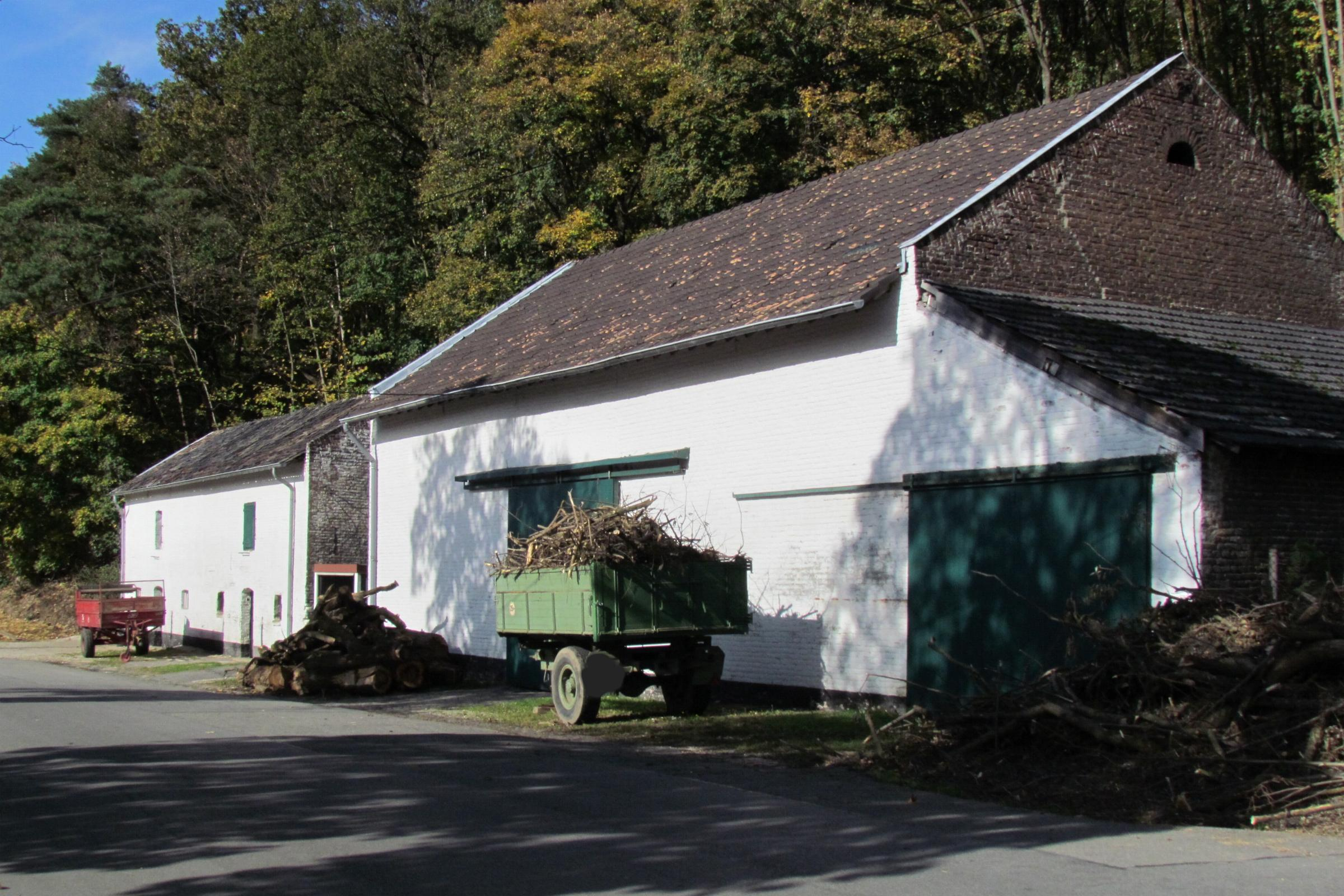
Stall- und Wirtschaftsgebäude
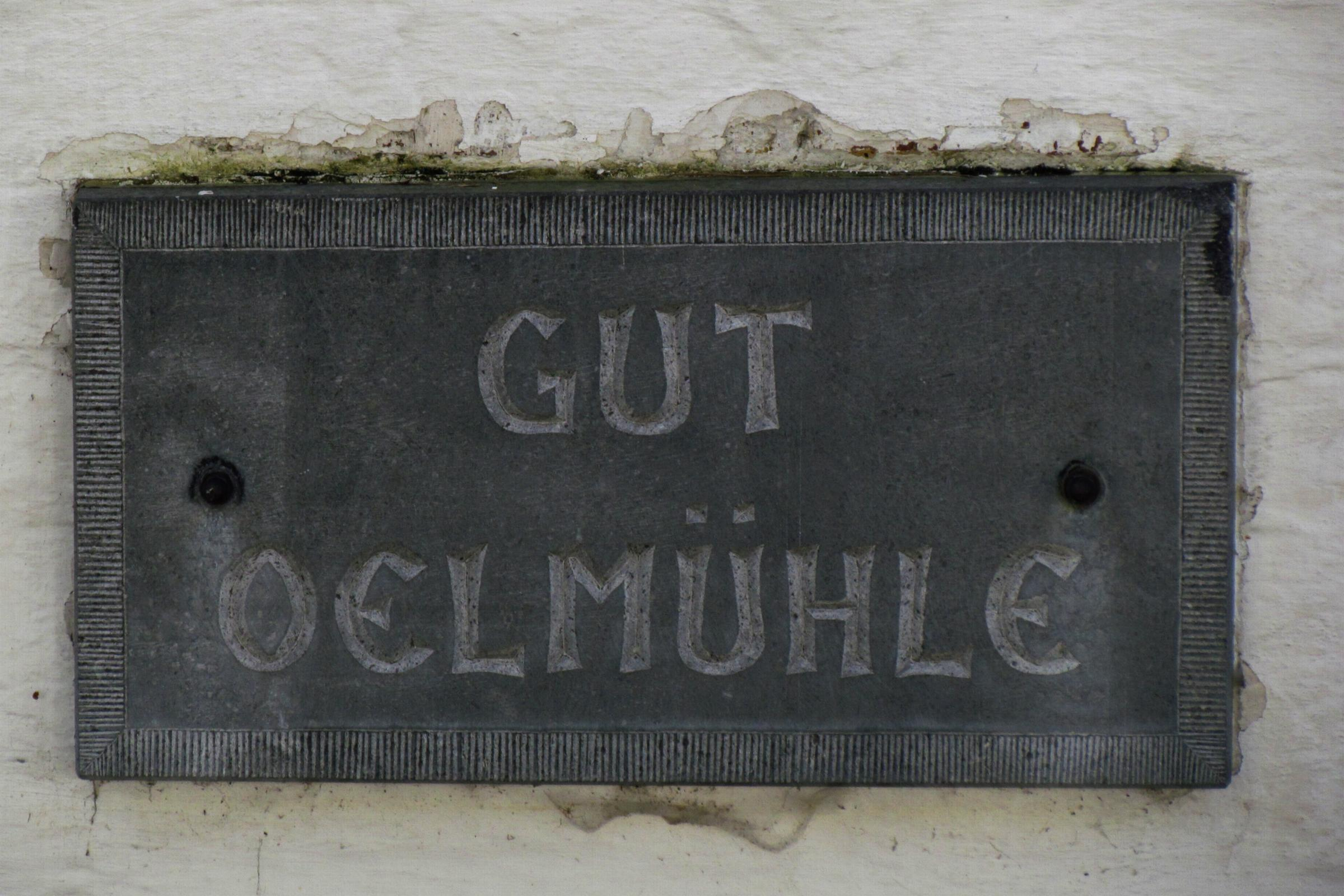
So steht es an der Eingangstür
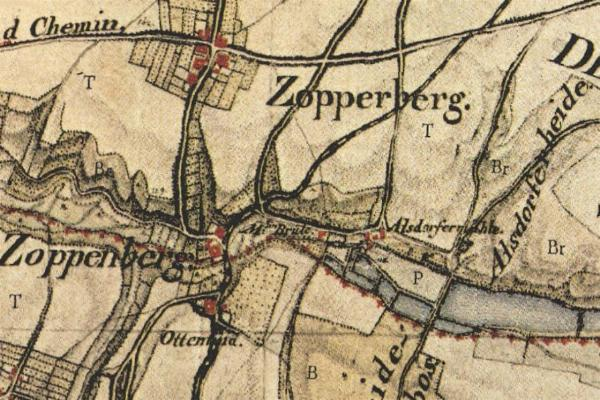
Alsdorfer Mühlen auf der Tranchotkarte 1805
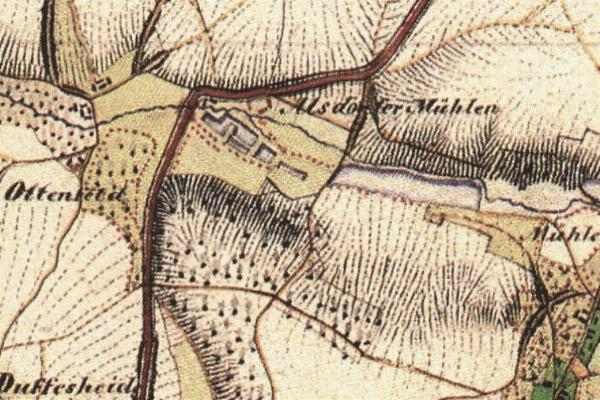
Alsdorfer Mühlen auf der Uraufnahme 1846
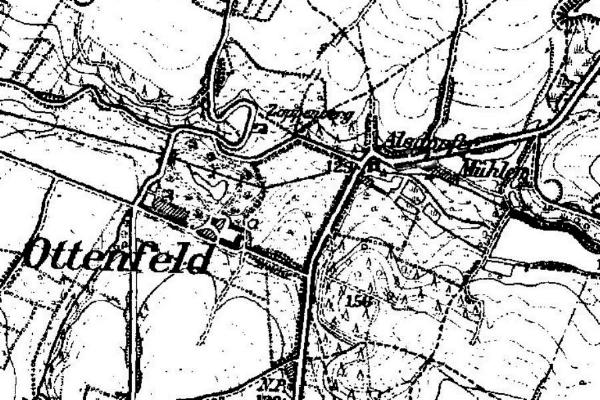
Alsdorfer Mühlen auf der Neuaufnahme von 1892

→ Siehe auch Liste von Mühlen an der Wurm und ihren Zuflüssen

## Denkmaleintrag
Ölmühle im Broichtal Denkmalliste Alsdorf Nr. 33, Eintrag: 30. Dezember 1987